# Convento de Santa Isabel la Real
Santa Isabel la Real es un convento del siglo XVI, situado en el barrio del Albaicín de la ciudad española de Granada, comunidad autónoma de Andalucía.

## Descripción
El acceso desde la calle, se hace a través de un compás, espacio semipúblico que sirve de lonja. Desde el compás se accede, por un lado a la iglesia, y por otro, mediante un zaguán, al patio del convento. El patio es de planta cuadrada, con siete arcos en cada lado. La galería tiene una armadura mudéjar de gran calidad, tanto en la planta baja como en la primera.
La iglesia es de una sola nave y capilla mayor, con artesonado también mudéjar, en la nave, aunque gótica en la capilla, es obra de Enrique Egas (portada de la iglesia) y Pedro de la Calle (capilla). El altar mayor está dispuesto de forma elevada, accediéndose a él por una escalinata de gran porte. La torre de la iglesia, es esbelta y contiene decoración en azulejos moriscos.
Esta iglesia es el lugar donde residencian las tallas procesionales de la Hermandad del Rosario.
Aparece descrita en el Estudio descriptivo de los monumentos árabes de Granada, Sevilla y Córdoba (1885) de Rafael Contreras y Muñoz con las siguientes palabras:

Santa Isabel la Real. Lo fundó la Reina Isabel para retiro de ilustres señoras, y en 1507 vino con veinte monjas de Córdoba Doña Luisa Torres, para constituírlo. En la iglesia hay elegantes artesonados á lo mudéjar, de difícil lacería, formando almocarbes á manera de estrellas. No es malo el retablo principal de orden corintio y compuesto, con dos relieves y tablas. Hay dos pequeñitos cuadros de Juan de Sevilla y otros mayores de desconocido autor. Cerca de este convento, en una callejuela sin salida, se supone la casa donde se celebró el primer concilio iliberitano, y al lado de ella se abrieron las excavaciones para la extracción de los falsos documentos inventados por Flores y Echevarría. En una casa principal de la calle de los Oidores, que sirvió de Convento del Angel en 1812, vivió el pintor Juan de Sevilla, y en la Casa Lona, no lejos de este paraje, habitó Pedro Atanasio. Fué, pues, todo este barrio distinguido por las familias más pudientes en los primeros cien años después de la conquista. La misma Reina Católica mandaba expresamente se habitase en él, por lo pintoresco y saludable de su situación.
(Contreras y Muñoz, 1885, pp. 374-375)